# Перечинський район
Пере́чинський райо́н — колишня адміністративно-територіальна одиниця Закарпатської області в Україні до 2020 року. Населення становить 31 570 осіб (на 1.08.2013). Площа — 631 км². Адміністративний центр місто Перечин. Утворений в 1947 році, ліквідований в 2020  році, увійшов до складу Ужгородського району.
На заході проходить кордон зі Словацькою Республікою, на півночі межує з Великоберезнянським і Воловецьким районами, на сході — зі Свалявським і Мукачівським, на заході і півдні — з Ужгородським районами Закарпаття. Ліквідований у липні 2020 року, у зв'язку з проведенням адміністративно-територіальної реформи та включений до складу новоутвореного укрупненого Ужгородського району, до якого також увійшли колишній Ужгородський, Великоберезнянський та частина Мукачівського районів.

## Географія
Переважну більшість території району займають гори.
Найвищою точкою Перечинщини є вершина Полонина Руна, що підіймається на 1480 метрів.
Гірські хребти Полонина Руна, Синаторіа, Чонтош та Липова скала.
На території району знаходиться вулканічне озеро Ворочівське та каскад Лумшорських гірських водоспадів.
Між горами знаходиться відома Ужанська та Турянська улоговини.
В осінньо—зимовий період територія району перебуває під впливом материкового клімату з характерною для нього континентальністю, у весняно-літній — під дією вологого атлантичного клімату. Ці фактори викликають пізні весняні заморозки, значні снігопади і досить сильні вітри.
Природа Перечинського району мальовнича і різноманітна. Низовину займають поля, луки. Пологі схили вкриті лісом, здебільшого букової породи. По території району протікають річки Уж, Лютянка, Туричка, Тур'я, Шипіт, що відкриває можливості розвитку малої гідроенергетики.

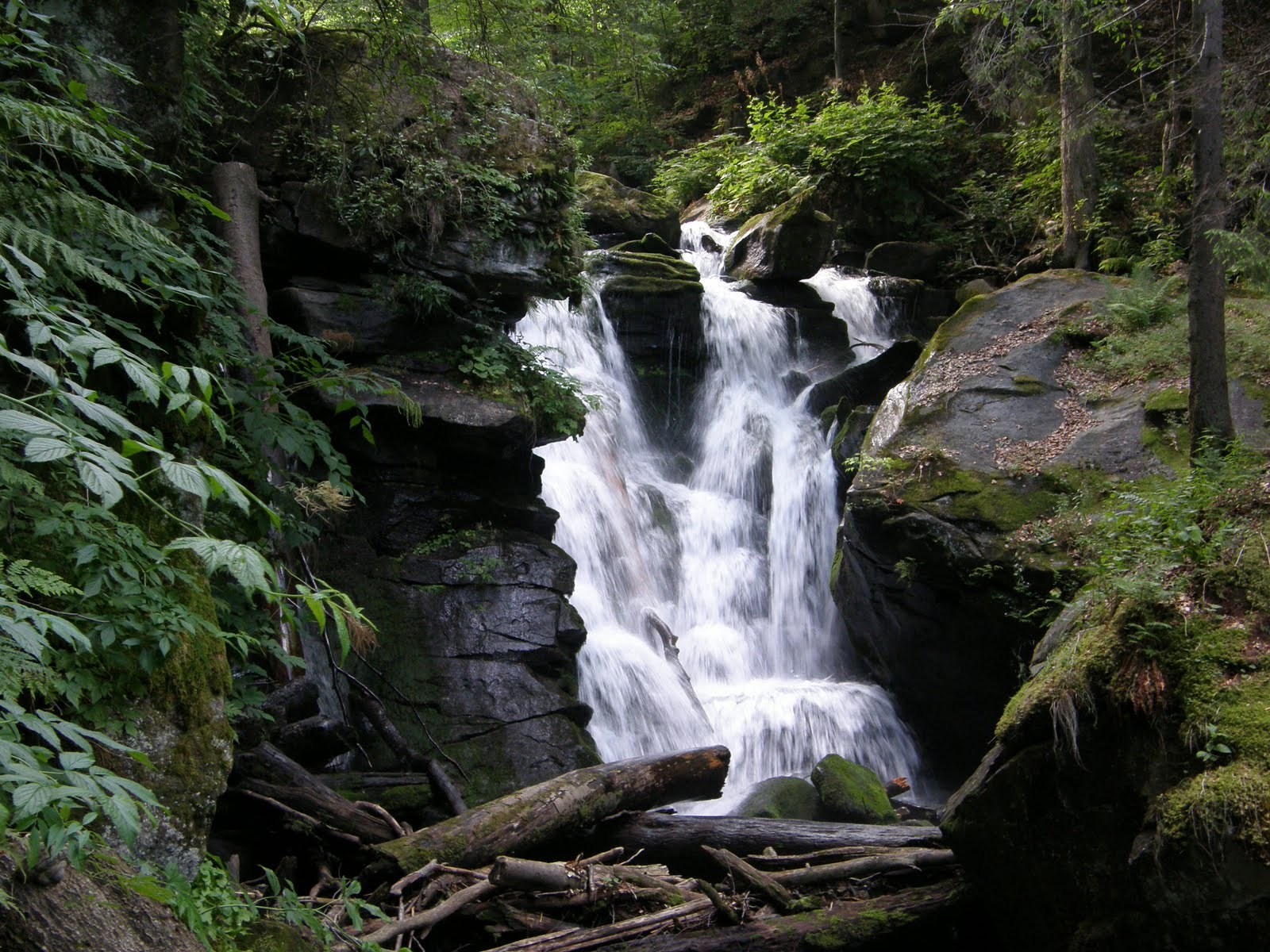
Водоспад Воєводин

Район має високий природно-рекреаційний і курортний потенціали. На його території розташовані об'єкти природно-заповідного фонду, зокрема: Державний заказник «Соколові Скелі» і Тур'є-Полянський заказник у басейні річки Шипіт, державна гідрологічна пам'ятка-водоспад у селі Тур'я Поляна.
Район є одним із найбільш екологічно чистих регіонів області, про що свідчить і функціонування мережі санаторно-курортного та туристично-рекреаційного комплексу.
Розгалужена мережа транспортних шляхів з'єднує районний центр із усіма населеними пунктами, а також містами та областями України.

## Економіка
Район має можливості розвитку порцеляно-фаянсової промисловості, сировиною для якої є каолін. У праці угорського геолога Ліффа (1940 рік) наводяться дані про високу якість каолінових родовищ села Дубриничі ї їх розробку в XIX столітті. Він посилається на Ріхттофа, який ще в 1860 році писав про родовище: «З відомих у Австрії порцелянових земель дубриницьке є найкращим. Дослідження, проведені в Імперській порцеляновій мануфактурі у Відні, показали, що до цієї сировини не потрібні ніякі домішки і що вона має кращу порцеляну, ніж матеріали всіх інших родовищ Австрії… Вироби своєю прозорістю і раковим зломом нагадують китайську порцеляну».
Є значні запаси сировини для будівельної індустрії — мармуризованого вапняку, андезито-дацитів, ліпаритів, глини буровато-жовтої, що можуть бути використані як декоративний і облицювальний матеріал. На території району розвідані 2 родовища глини бурувато-жовтої, які знаходяться в селах Порошково та Ворочево. Поклади з даних родовищ придатні для виготовлення цегли та черепиці.
Ліси на території району займають площу 41,9 тис. га. Загальний запас деревини на цій площі — 12,1 млн кб/м. Лісистість території становить 65,2 тис. га. Переважають букові насадження, частка яких дорівнює 85,0 відсотків загальних запасів від загальної площі. Основні бальнеологічні ресурси представлені родовищами вуглекислих вод. Найбільшу групу складають вуглекислі гідрокарбонатно-хлоридні натрієві води, характерні для зон розломів складчастих Карпат. До цієї групи належать води Зарічівського та Сімерківського родовищ. Відоме також Лумшорське родовища слабосульфідних вод. Загалом на території Перечинського району розвідано 13 джерел із цілющими водами.
Район багатий і природними рослинними ресурсами. В лісах є можливість заготовляти екологічно чисті гриби, дикоростучі ягоди, зокрема суницю, малину, чорницю (місцева назва — яфини), ожину, брусницю та інші види.

## Історія
Найдавніше поселення, виявлене на землях сучасного Перечинського району — поселення пізнього неоліту (близько 20 тис. років тому) на околиці Перечина. В урочищі Гори виявлено кургани, які свідчать про поселення ранньо—залізної доби (VII століття до нашої ери). Люди обирали ці місця проживання через вигідне географічне розташування, сприятливі кліматичні умови та родючі землі, наявність у річках великої кількості риби, а в лісах — диких звірів, їстівних рослин та плодів.
На основі наукових досліджень вибудувано історичну хроніку району.
- VII–IX століття — Перше Болгарське царство та Велика Моравія;
- IX–XI століття — період «Здобуття Батьківщини» угорцями, які, перейшовши через Карпатські хребти, ввійшли в Тисо-Дунайський басейн. Угорці в той час здійснювали військові походи на Італію, Німеччину, Болгарію, Візантію. Закарпаття у той час було «нічийною територією», знаходилось під певним упливом Древньоруської держави.
- XII–XIV століття. У 1241 році монголо-татари підкорили Закарпаття, але через рік відступили. У 1281–1321 роках значні території історичного Закарпаття, в тому числі і Перечинщина входять до складу Галицько-Волинського князівства.
- XVI–XVIII століття. На початку цього періоду угорців перемогли турки, які потім протягом 160 років поневолювали країну. Перечинщина з 1690 року перебувала в складі Ужанської жупи. У цей час усе Закарпаття входило до складу імперії Габсбургів.
- Друга половина XIX століття—початок XX століття. Район продовжував залишатися під владою Угорщини.
- 1919 — березень 1939 року. Закарпаття входить до складу Чехословаччини. Кінець цього періоду означений подіями боротьби за Карпатську Україну, яка, зрештою, була проголошена. Проіснувала нова республіка недовго.
- Березень 1939 року — жовтень 1944 року. Окупація району Угорщиною.
- Кінець 1944–1945 роки. У складі Закарпатської України.
- 1946–1991 роки. У складі Радянської України. У цей період (1947 рік) у складі Закарпатської області утворено Перечинський район.
- З 1991 року район у складі Закарпатської області входить до незалежної Української держави.

25 травня 2014 року відбулися Президентські вибори України. У межах Перечинського району були створені 32 виборчі дільниці. Явка на виборах складала — 61,98% (проголосували 14 671 із 23 672 виборців). Найбільшу кількість голосів отримав Петро Порошенко — 50,43% (7 398 виборців); Юлія Тимошенко — 19,32% (2 835 виборців), Олег Ляшко — 10,92% (1 602 виборців), Михайло Добкін — 5,06% (742 виборців), Анатолій Гриценко — 3,80% (557 виборців). Решта кандидатів набрали меншу кількість голосів. Кількість недійсних або зіпсованих бюлетенів — 1,62%.

## Адміністративний устрій
Адміністративно-територіально район поділяється на 1 міську раду і 15 сільських рад, які об'єднують 25 населених пунктів та підпорядковані Перечинській районній раді. Адміністративний центр — місто Перечин.

## Населення
Із 31,8 тис. осіб, які зафіксовані Всеукраїнським переписом населення 2001 року, у сільській місцевості мешкають 24,7 тис. чол., у міській — 7,1 тис. чол. За кількістю населення район посідає 12 місце в області, на один квадратний кілометр площі припадає у середньому по 50 чол.
Динаміка чисельності населення
- 1970 — 31 510
- 1979 — 32 398
- 1989 — 32 582
- 2001 — 31 790
- 2014 — 31 629

Розподіл населення за віком та статтю (2001):
| Стать | Всього | До 15 років | 15-24 | 25-44 | 45-64 | 65-85 | Понад 85 |
| --- | ------ | ----------- | ----- | ----- | ----- | ----- | -------- |
| Чоловіки | 15 406 | 3538        | 2344  | 4586  | 3355  | 1530  | 53       |
| Жінки | 16 620 | 3386        | 2296  | 4433  | 3695  | 2659  | 151      |
| \| Статево-вікова піраміда \| Статево-вікова піраміда \| Статево-вікова піраміда \| \| ----------------------- \| ----------------------- \| ----------------------- \| \| Чоловіки \| Вік \| Жінки \| \| 53 \| 85 + \| 151 \| \| 135 \| 80-84 \| 230 \| \| 320 \| 75-79 \| 616 \| \| 494 \| 70-74 \| 881 \| \| 581 \| 65-69 \| 932 \| \| 639 \| 60-64 \| 889 \| \| 636 \| 55-59 \| 747 \| \| 1040 \| 50-54 \| 1000 \| \| 1040 \| 45-49 \| 1059 \| \| 1157 \| 40-44 \| 1169 \| \| 1090 \| 35-39 \| 1074 \| \| 1104 \| 30-34 \| 1077 \| \| 1235 \| 25-29 \| 1113 \| \| 1177 \| 20-24 \| 1108 \| \| 1167 \| 15-20 \| 1188 \| \| 1398 \| 10-14 \| 1305 \| \| 1145 \| 5-9 \| 1132 \| \| 995 \| 0-4 \| 949 \| |        |             |       |       |       |       |          |
| Статево-вікова піраміда |        |             |       |       |       |       |          |
| Чоловіки | Вік    | Жінки       |       |       |       |       |          |
| 53 | 85 +   | 151         |       |       |       |       |          |
| 135 | 80-84  | 230         |       |       |       |       |          |
| 320 | 75-79  | 616         |       |       |       |       |          |
| 494 | 70-74  | 881         |       |       |       |       |          |
| 581 | 65-69  | 932         |       |       |       |       |          |
| 639 | 60-64  | 889         |       |       |       |       |          |
| 636 | 55-59  | 747         |       |       |       |       |          |
| 1040 | 50-54  | 1000        |       |       |       |       |          |
| 1040 | 45-49  | 1059        |       |       |       |       |          |
| 1157 | 40-44  | 1169        |       |       |       |       |          |
| 1090 | 35-39  | 1074        |       |       |       |       |          |
| 1104 | 30-34  | 1077        |       |       |       |       |          |
| 1235 | 25-29  | 1113        |       |       |       |       |          |
| 1177 | 20-24  | 1108        |       |       |       |       |          |
| 1167 | 15-20  | 1188        |       |       |       |       |          |
| 1398 | 10-14  | 1305        |       |       |       |       |          |
| 1145 | 5-9    | 1132        |       |       |       |       |          |
| 995 | 0-4    | 949         |       |       |       |       |          |

Національний склад населення району за переписом 2001 року
| національність | чисельність | частка |
| -------------- | ----------- | ------ |
| українці       | 30857       | 96,3%  |
| росіяни        | 430         | 1,3%   |
| словаки        | 306         | 1,0%   |
| цигани         | 138         | 0,4%   |
| румуни         | 87          | 0,3%   |
| угорці         | 78          | 0,2%   |
| білоруси       | 19          | 0,1%   |
| німці          | 15          | 0,0%   |

Трудові ресурси району дорівнюють 17,1 тис. чол. На території району знаходяться 24 сільські населені пункти, які входять до 14 сільських рад, та одна селищна рада з адміністративним центром району смт. Перечин. Сім населених пунктів мають статус гірських, зокрема, села Новоселиця, Турички, Вільшинки, Лумшори, Липовець, Полянська Гута, Тур'я Бистра.

## Пам'ятки історії та архітектури
У спадок від минулих століть мешканцям Перечинщини залишилися ряд пам'яток, які свідчать про багату історію району. Цінною пам'яткою дерев'яного зодчества Закарпаття є Церква св. Василя Великого у с. Лікіцари.
Церква у Лікіцарах була збудована з ялини в XVII ст. триверхова, бойківського стилю. У 1748 р. церква була перебудована і набула сучасного вигляду. Зруби вкрили двосхилим дахом. Піддашшя і дах мають профільований карниз із цільного бруса. Над бабинцем — невисока квадратна башта з бароковим завершенням. Подібна до башти невелика главка увінчує гребінь даху над вівтарем.
В селі Тур'ї Ремети знаходиться історична пам'ятка XIX століття — меморіальна дошка листоноші, виготовлена і встановлена вдячними земляками, які високо оцінили життєвий подвиг поштаря Теодора Фекете, здійснений ним у далекому минулому.